# Christiaan Bastiaans
Christiaan Bastiaans (* 1951 in Amsterdam) ist ein niederländischer Künstler.

## Leben
Christiaan Bastiaans wurde als Sohn eines javanisch-französisch-niederländischen Vaters und einer armenisch-sumatranischen Mutter in Amsterdam geboren; dort verbrachte er seine Kindheit. Von 1971 bis 1976 studierte er an der Gerrit Rietveld–Academy in Amsterdam Malen und Grafik, von 1972 bis 1976 am „Pratt Graphic Center“ in New York und von 1976 bis 1978 an der Kyoto Municipal University of Art. Bastiaans fing an mit Videos zu arbeiten und interessierte sich für das No Theater, ebenso für das zeitgenössische japanische Theater, vor allem für das Mickery Theater. Er besuchte Vorstellungen von Tenjo Sajiki, der Theatergruppe Shuji Terayama und Yoshi and Company. Bastiaans vertiefte sich in Japan später in die heutigen Performance Arts und in das klassische Nō-Theater.
Er lebte in Osaka und Tokyo. In Japan prägte ihn besonders die Begegnung mit dem Künstler Shoichi Ida (1941–2006), dessen Art, Kunst und Leben zu verbinden, einen bleibenden Eindruck hinterließ. Bastiaans ethnische Herkunft spielte in seinem künstlerischen Werdegang eine wichtige Rolle. Migration sowie die dazugehörenden Prozesse von Adaption und die Entwicklung von Überlebensstrategien waren bereits früh Bestandteil seines Lebens. Auf seinen Reisen in Krisengebiete sucht er Situationen, in denen Leben und Tod, Schönheit und Horror aufeinandertreffen. Intensiv beschäftigt er sich mit der Zerbrechlichkeit der Menschen, speziell in Notsituationen. Bastiaans verarbeitet in seinem Werk nicht nur die vor Ort gemachten Fotografien. Mit seinen in feinste Gewänder gehüllten Skulpturen versucht er die Fragilität des Wesens eines jeden Individuums zu unterstreichen. Bastiaans übt eine Lehrtätigkeit an der Fine Art Department der Gerrit Rietveld Academy, Amsterdam, aus.

## Werke (Auswahl)
- 2009 Club Mama Gemütlich

Das Kröller-Müller Museum in Otterlo zeigte vom 30. Oktober 2010 bis zum 21. Februar 2011 eine Einzelausstellung, ein Totalkunstwerk, von Christiaan Bastiaans. Diese Ausstellung wurde vom Künstler selbst entworfen und zu einer zusammenhängenden Installation konzipiert, bestehend aus einem Lazarett, einer Missionsstation sowie aus einem Nachtklub. Insgesamt ein improvisierter Zufluchtsort im Niemandsland eines Konfliktgebietes. Neben Skulpturen, Video-Arbeiten und Arbeiten auf Papier stand ein 28-minütiger Kurzfilm, „Club Mama Gemütlich“, im Mittelpunkt. Dieser verleiht auch der Ausstellung ihren Namen.
Die Hauptfigur in den sieben Szenen ist „La Vivre“, eine Rolle die gespielt wurde von der Filmschauspielerin Mlle Jeanne Moreau und für sie speziell kreiert wurde. Zwei männliche Charaktere – Cyto Kine und Molecular Scarlet – wurden lediglich durch ihre Stimmen vertreten. Die Texte sprachen der niederländische Schauspieler Rutger Hauer und der japanische Schauspieler Yoshi Oida.
- 2007 Year Zero

Im Museum De Pont in Tilburg zeigte Bastiaans vom 8. September bis 28. Oktober 2007 in seiner Installation Year Zero, Photographische Werke, Textilskulpturen, Zeichnungen und Kollagen, die er zwischen 1999 und 2007 fertiggestellt hatte. Die von Bastiaans vor Ort gemachten Fotografien sind oft mit unterschiedlich filigranen Materialien, Gegenständen wie Papier, Seide oder einem Netz aus Fäden, sowie mit Mineralien und Heilpflanzen bearbeitet. Gerade durch das Benutzen derartig feiner Materialien verleiht Bastiaans solch schwerwiegenden Themen einen Hauch von Zerbrechlichkeit.
- 2005 Stille Schönheit und surrealistischer Schrecken

Engagiertes Werk von Christiaan Bastiaans sind im Museum De Paviljoens in Almere zu sehen.
Seine Werke zeigen Kindersoldaten, thailändische Transsexuelle und Motive die den weltweit illegalen Organhandel betreffen. Sie entstehen auf der Grundlage von Notizen, Zeichnungen und Fotografien die Bastiaans vor Ort in den von ihm bereisten Kriegsgebieten macht. Sein Werk zeigt uns, auf fast poetischer Art und Weise, wie eng miteinander verbunden „Stille Schönheit und surrealistischer Schrecken“ sein können.

### Videos
- 1983  Jukai
- 1982 Traumasyl

## Einzelausstellungen
- “Club Mama Gemütlich” Kröller-Müller Museum / Otterlo, Niederlande 2009[1]
- Year Zero De Pont Museum of contemporary art / Tilburg, Niederlande 2007[2]
- Hurt Models - Madonnas of Humility (in the year of the plague) sculptures, photoworks, drawings, Dutch Textile Museum / Tilburg, Niederlande 2003
- Hurt Models (II) sculptures, photoworks, drawings and video / The Netherlands Media Art Institute Montevideo/TBA Amsterdam, Niederlande 2002
- Hurt Models(I) sculptures, photoworks and video / Galerie Lumen Travo Amsterdam, Niederlande 2001
- Real Lear a performance performed by psychiatric patients at de Willem Arntszhoeve in Den Dolder, Niederlande as part of the artist-inresidence program The Fifth Season 2001
- Year Zero Galeria Berini / Barcelona, Spanien 1989
- Galerie Barbara Farber / Amsterdam, Niederlande 1988
- The Navigator’s Encyclopedia The New Museum of Contemporary Art / New York, USA 1987
- Nara Tape Project De Appel, Amsterdam a symposium, publications, the video The Nara Tape Factor and the sculpture Shrine for Managers presented at the World Trade Center in Amsterdam, Niederlande 1985
- Video installation Kitano Circus Gallery / Kobe, Japan 1980

## Gruppenausstellungen (Auswahl)
- Landesgalerie am Oberösterreichischen Landesmuseum, Linz/Österreich
- Rheinisches Industriemuseum, Euskirchen/Deutschland
- Echigo-Tsumari Art Triennial, Japan
- Acquisitions (Straggling Installation), Kröller-Müller Museum, Otterlo/Niederlande 1997
- Mother’s Kidney Dialysis Machine Unhooked / Nature vs Nature at the Glass Ceiling, eine Ausstellung mit dem Künstler Michael Joo, Stedelijk Museum Bureau Amsterdam/Niederlande 1995
- Heart of Darkness, Kröller-Müller Museum, Otterlo/Niederlande 1995
- Imitation & Inspiration (Japanese influence on Dutch art) Rijksmuseum Amsterdam/NL 1992
- Imitation & Inspiration (Japanese influence on Dutch art) Suntori Museum of Art, Tokyo/Japan 1991
- Art meets Science and Spirituality in a Changing Economy mit dem Japanischen Künstler Shoichi Ida, Museum Fodor, Amsterdam/Niederlande 1990
- Palace Garden - Sculpture Garden Peace Palace, Den Haag/Niederlande 1990
- Aspekte Der Biennale Venedig 1988 A 11 Art Forum Thomas, München/Deutschland 1988
- Aperto La Biennale Di Venezia, Venedig/Italien 1988
- The Seibu Museum of Art, Tokyo/Japan 1986
- As Far As Amsterdam Goes Stedelijk Museum, Amsterdam/Niederlande 1985
- Narrative Video Stedelijk Museum, Amsterdam/Niederlande 1984
- 8 Artists of the Netherlands (recent videoworks) Centre D’Art Contemporain, Geneva / Kunstmuseum Bern / Kunsthaus Zürich/Schweiz
- 12e Biennale de Paris Manifestation internationale des jeunes artistes, Musée d’art moderne de la Ville de Paris, Paris/Frankreich 1982

## Veröffentlichungen
- Catalogue Club Mama Gemütlich published in conjunction with the exhibition ‘Christiaan Bastiaans Club Mama Gemütlich’, October 30th 2009 to February 21st 2010, Kröller-Müller Museum, Otterlo, the Netherlands. Printed and published by Kerber Verlag, Bielefeld, Germany. 2009
- Book To Nirvana and Back
- Photo Album: Real Lear in Echigo-Tsumari, Conceived and Staged by Christiaan Bastiaans. Photographed by Daido MoriyamaCreative Direction by Daisuke Nakatsuka Publisher The Art front Gallery in Tokyo 2004.
- Book Hurt Models. Publisher Christiaan Bastiaans. 2003
- Catalogue Christiaan Bastiaans. Year Zero published in conjunction with the exhibition ‘Year Zero’ March-April 1989. Publisher Galeria Berini in Barcelona. 2003